# Defensoría de los Derechos Universitarios
Una Defensoría de los Derechos Universitarios (DDU) o Procuraduría de los Derechos Universitarios  es un organismo universitario jurídico, asesor, consultor y mediador de los derechos, las libertades y las garantías de los docentes, funcionarios, graduados y estudiantes de las universidades en las cuales funcionan. Su carácter suele ser independiente, participativo y autónomo; y su objetivo principal el de divulgar, promover, preservar y defender tanto los derechos humanos como los derechos de la comunidad universitaria.
La DDU puede considerarse una defensoría especializada, porque su constitución, organización y objetivos son similares a las propias de las Defensorías del Pueblo; además, las mismas están dirigidas por un defensor que cumple funciones equivalentes a las de un ombudsman, pero dentro de su propia institución. Un defensor universitario o procurador es la autoridad principal en la mayoría de los casos, mismo que suele contar con defensores adjuntos o con visitadores, más el personal técnico y administrativo necesario.

## Historia
Un antecedente lejano de la DDU es la institución de la Procuraduría de Pobres establecida en la república mexicana en 1847, mediante una ley promovida por Ponciano Arriaga en el estado de San Luis Potosí, México. Esta procuraduría inspiró a muchas de las Defensorías del Pueblo alrededor del mundo, aun cuando la mayoría seguiría principalmente el modelo escandinavo de ombudsman.
En 1713 se creó el Högste Ombudsmannen en Suecia, a raíz de una decisión de la Rey Carlos XII de Suecia, quien deseaba contar con alguien que proteja sus intereses y controle la administración del Estado y a sus funcionarios.
El antecedente más antiguo relacionado directamente a la universidad se dio a mediados del siglo XX cuando se establecieron los University Ombudsman (Defensor del Pueblo Universitario) o Ombudsperson Council (Consejo del Defensor), en algunas instituciones terciarias de los EE. UU. La primera fue la Eastern Montana College en 1966, a la que siguieron un año después la Michigan State University, la Universidad Estatal de San Diego (1968), la Universidad de Cornell (1969), la Washington State University y la Universidad de Miami (1970), entre otras. En la actualidad existen en más de doscientas instituciones de Estados Unidos y Canadá.
La primera Defensoría de los Derechos Universitarios en Iberoamérica fue creada el 29 de mayo de 1985 en la Universidad Nacional Autónoma de México (UNAM) a propuesta del entonces rector Dr. Jorge Carpizo. Esta DDU cumple funciones similares a una defensoría del pueblo dentro de la UNAM, por lo que en México terminó inspirando la creación de un organismo nacional, la Comisión Nacional de los Derechos Humanos, así como a las defensorías del pueblo de otros países. En la actualidad, la mayoría de las DDU mexicanas se congrega en la Red de Defensores, Procuradores y Titulares de Organismos de Defensa de los Derechos Universitarios.
Casi en simultáneo surge también en el ámbito universitario de España, estableciéndose en junio del mismo año una Defensoría Universitaria en la Universidad Complutense de Madrid, para luego hacerlo en otras instituciones del mismo país, en especial en las públicas.
Numerosas universidades mexicanas públicas y privadas crearon sus propias defensorías en las últimas décadas. A continuación, la idea ser propagó a otros países de Latinoamérica, como Argentina, Bolivia, Brasil, Colombia, Ecuador, El Salvador, Honduras, Panamá y Perú. Sin embargo, pese a la creciente difusión, todavía hay países sin casos de instituciones terciarias que no hayan incorporado la figura. 
En Europa, además de España, muchos países cuentan con defensorías y redes, como Alemania, Austria, Bélgica, Francia, Italia y Gran Bretaña. Así mismo, se ha creado la Organización Europea de los Ombudsman de la Educación Superior en Europa. 
Además de en Europa y América también existe la figura en Australia (University Student Ombudsman).

## Competencias[1]
- Violaciones a los derechos humanos o de los universitarios.
- Reclamaciones, quejas e inconformidades hacia las autoridades o miembros de la universidad.
- Actos de discriminación por género, discapacidad, raza, etnia, etc.
- Denuncias de acoso o maltrato.
- Promoción y divulgación de los derechos humanos.
- Asesoría, mediación y conciliación.
- Emisión de informes, recomendaciones y resoluciones.
- Consultoría sobre legislación.
- Actuar de oficio.
- Asuntos de DD.HH. no sometidos a la justicia ordinaria.

### Principios[1]
Los principios que deben guiar la actuación de los defensores universitarios se suelen hallar contenidos en los estatutos universitarios o en sus reglamentos generales, los mismos se refieren a sus funciones de justicia, mediación e información. 
Entre los principios más recurrentes, tanto en EE. UU., como en México y España, encontramos: accesibilidad, objetividad, transparencia, neutralidad, independencia, organización, imparcialidad, ecuanimidad, equidad, legalidad, justicia, prudencia, conciliación o mediación y participación. En EE. UU., casi siempre se agrega el principio de "confidencialidad".

## Defensorías Universitarias en Latinoamérica

### México
- DDU de la Universidad Nacional Autónoma de México, 1985.[7]
- DDU de la Benemérita Universidad Autónoma de Puebla,  1991.[8]
- DDU de la Universidad Autónoma de Aguascalientes, 1997.[9]
- DDU de la Universidad Autónoma del Estado de México, 2005.[10]
- Defensoría de los Derechos Politécnicos del IPN,  2005.[11]
- Defensoría Estudiantil de la Universidad Autónoma de la Ciudad de México, 2007.[12]
- Procuraduría de los Derechos Académicos de la Universidad Autónoma del Estado de Morelos, 2008.[13]
- DDU de la Universidad Autónoma Metropolitana, 2013.[14]
- DDU de la Universidad Autónoma de Chihuahua.
- DDU de la Universidad Autónoma de Ciudad Juárez.[15]
- DDU de la Universidad Autónoma de Querétaro.[16]
- DDU de la Universidad Autónoma de Veracruz.
- DDU de la Universidad Autónoma de Chiapas.
- Defensor Universitario de la Universidad Autónoma del Estado de Hidalgo.
- DDU de la Universidad Autónoma de Sonora.
- DDU de la Universidad Autónoma de Zacatecas.
- Procuraduría Universitaria de los Derechos Académicos de la Universidad Autónoma de Guanajuato.
- Procuraduría de los Derechos Universitarios de la Universidad Autónoma de Guerrero.
- Defensoría de los Derechos Humanos Universitarios Nicolaitas de la Universidad Michoacana de San Nicolás de Hidalgo.
- Procuraduría de los DDHH del ITESO de Guadalajara (privada).
- Defensoría de la Universidad Iberoamericana de León (priv.).
- Procuraduría de los Derechos Universitarios de la Universidad Iberoamericana de Puebla(priv.).

### Argentina
- Defensoría de la Comunidad Universitaria de la Universidad Nacional de Córdoba, 1997.[17][18]

### Bolivia
- Defensoría de los Derechos Estudiantiles Universitarios de la Facultad de Derecho y Ciencias Políticas de la Universidad Mayor de San Andrés, 2015 (1° del país).[19]

### Brasil[20]
- Ouvidoria Geral da Universidade Federal Do Espírito Santo (UFES), 1992 (1° del país).[21]
- Ouvidoria Geral da Universidade Federal De Santa Catarina (UFSC), 1996.[22]
- Ouvidoria Geral da Universidade Federal De Juiz De Fora (UFJF), 1996 .[23]
- Ouvidoria Geral da Universidade Federal do Rio Grande do Norte, 1999.[24]
- Ouvidoria Geral da Universidade Federal De Vicosa (UFV).
- Ouvidoria Geral da Universidade Federal Da Paraíba (UFPB).
- Ouvidoria Geral da Universidade Estadual De Londrina (UEL).

### Colombia
- Ombudsperson de la Universidad de los Andes en Bogotá (Uniandes), 2012.[25]
- Comité de Derechos Humanos y Conciliación de la Universidad Industrial Santander, 2013.[26]
- Defensoría Universitaria de la Universidad Ean, 2020.

### Ecuador
- Defensoría Universitaria de la Universidad Central de Ecuador.[6]

### El Salvador
- DDU de la Universidad de El Salvador.[27]

### Honduras
- Comisionado Universitario de la Universidad Nacional Autónoma de Honduras.[6]

### Panamá
- Defensoría de las Universitarios de la Universidad de Panamá, 14 de julio de 2005 (1° del país).[28]

### Perú
- Oficina de Defensoría del Estudiante de la Universidad Inca Garcilaso de la Vega (priv.).[6]
- Defensor de la Pontificia Universidad Católica del Perú (priv.).

## Defensorías en EE. UU. y Canadá
- Se calcula que existen entre 200 a 300 defensores universitarios en instituciones terciarias de los EE. UU. y Canadá. En ambos lugares, cuentan con una larga tradición.

## Defensorías en España
- Más de 60 universidades cuentan con defensores universitarios, pues su número ha ido aumentando desde su introducción en la Ley Orgánica de Universidades de 2001.[29]